# Blanding
Blanding – miasto w Stanach Zjednoczonych, w stanie Utah, w hrabstwie San Juan.